# Податок на виведений капітал
Податок на виведений капітал (ПнВК) — різновид корпоративного податку (податку на прибуток), яким оподатковується виведення коштів з обороту підприємства (дивіденди, роялті, відсотки, фінансова допомога тощо).

## Історія обговорення й прийняття
Витоком законопроєкту з введення ПнВК є законопроєкт № 3557 щодо податкової лібералізації.
Про важливість прийняття законопроєкту з введення ПнВК (№ 8557) наголосив Президент України Петро Порошенко на зустрічі з підприємцями у березні 2018 року.

За підтримки бізнес-асоціацій ГО «Демократична орда» провела акцію щодо негайного прийняття законопроєкту. 4 липня 2018 року законопроєкт було підписано Президентом та внесено в Верховну Раду.
Згодом в.о. міністра фінансів Оксана Маркарова висловилася проти законопроєкту через відсутність компенсаторів в бюджеті та негативної позиції МВФ щодо нього.
Наприкінці жовтня стало відомо, що Мінфін згоден ввести ПнВК, але тільки для підприємств малого та середнього бізнесу, одночасно з цим скасовуючи «третю групу» фізичних осіб-підприємців.
На підтримку прийняття й імплементації законопроєкту № 8857 у первісній редакції низка підприємств, бізнес-асоціацій та «Демократична Сокира» (на той час — ще в стані громадської організації) провели адвокаційну кампанію (пікетування парламентського комітету з податкової й митної політики) протягом жовтня-листопада 2018-го року. Мітинги на підтримку ПнВК відбулись також в Харкові.
Прийняття бюджету на 2019-й рік відбулось за старими податковими нормами, без заміни податку на прибуток податком на виведений капітал.

## ПнВК в Україні
Оподаткуванню податком на виведений капітал (ПнВК) підлягають операції, спільною рисою яких є виведення грошових коштів з обороту підприємства. 

При цьому, Проєкт розділяє такі операції на дві категорії:
- операції по виведенню капіталу (виплата дивідендів);
- операції, еквівалентні виведенню капіталу (виплата відсотків, страхових платежів, фінансової допомоги, роялті і т. д.).

Залежно від об'єкта оподаткування застосовуються диференційовані ставки податку в розмірі:
- 15 % — до операцій по виведенню капіталу (дивідендів);
- 20 % — до платежів, еквівалентних виведенню капіталу, за винятком застосування ставки 5 % при виплаті пов'язаній особі-нерезиденту.

### Відмінності від податку на прибуток
Якщо податком на прибуток оподатковується операційний прибуток, отриманий після вирахунку всіх витрат на зарплатню, нарахування на неї, витрати на закупівлі матеріалів, то податком на виведений капітал оподатковуються лише дивіденди, отримані бенефіціарами після зазначених операцій, та аналогічні операції.

### Аргументи прибічників податку
- Бізнес отримує стимул реінвестувати в розвиток.
- Бізнес позбавляється необхідності занижувати операційний прибуток та маніпулювати зі звітністю, штучно завищуючи затрати[16].
- Спрощення перевірок, зниження корупціогенності[17].

### Аргументи опонентів податку
- Невідповідність ПнВК загальносвітовим стандартам і програмам, зокрема — участі в проєкті BEPS[18].
- Відсутність компенсаторів в бюджеті[19].

### Застосування в інших країнах
ПнВК діє у Великій Британії[джерело?] для малого та середнього бізнесу, також в Естонії, Гонконзі, Грузії. За даними Організації економічного співробітництва та розвитку завдяки цьому податку Естонія має найбільш конкурентоспроможну податкову систему серед країн-членів Організації.